# Martin Claesson
Martin Claesson (* 20. September 1983) ist ein ehemaliger schwedischer Fußballspieler. Der Mittelfeldspieler, der in seiner bisherigen Karriere für IFK Värnamo und Östers IF im schwedischen Profifußball auflief, ist der ältere Bruder des schwedischen Nationalspielers Viktor Claesson.

## Werdegang
Claesson entstammt der Jugend des IFK Värnamo. Für den Klub debütierte er zu Beginn der 2000er Jahre im Erwachsenenbereich und etablierte sich als Stammspieler in der Offensive. Nach sieben Saisontoren in der Spielzeit 2004 machte er höherklassig auf sich aufmerksam und verließ im Dezember des Jahres den Drittligisten in Richtung Östers IF. Hier konnte er sich jedoch nur zeitweise in der Mannschaft festsetzen. Hatte er in der Spielzeit 2005 noch zwölf Ligaspiele in der Superettan bestritten und mit einem Saisontor zum Aufstieg in die Allsvenskan beigetragen, kam er in der ersten Hälfte der folgenden Spielzeit nur zu drei Einsätzen. Daraufhin kehrte er bis Ende 2006 auf Leihbasis zu seinem Heimatverein zurück. Auch nach dem direkten Wiederabstieg von Östers IF in die Superettan kam er dort nicht über die Rolle des Ergänzungsspielers hinaus, insgesamt standen nur vier Spieleinsätze als Einwechselspieler zu Buche.
2008 kehrte Claesson zu IFK Värnamo in die drittklassige Division 1 zurück. Nach drei Spielzeiten stieg er als Staffelsieger im Süden vor dem Göteborger Klub Qviding FIF auf. Dort erreichte er mit der Mannschaft um Tobias Englund und Joel Löw am Ende der Zweitliga-Spielzeit 2011 in den Relegationsspielen gegen Väsby United den Klassenerhalt. Auch in den folgenden beiden Jahren belegte er mit der Mannschaft einen Relegationsplatz, dieses Mal setzte er sich mit dem Klub gegen Lunds BK sowie ein Jahr später gegen Dalkurd FF durch. In den folgenden Jahren reüssierte er mit dem Klub im mittleren Tabellenbereich, dabei war er über weite Strecken Stammspieler und zwischenzeitlich zum Mannschaftskapitän ernannt worden. Nach Ende der Zweitliga-Spielzeit 2016 beendete er nach über 250 Pflichtspielen für IFK Värnamo seine aktive Laufbahn, um sich gänzlich seiner hauptberuflichen Tätigkeit zu widmen. In den sechs Spielzeiten für den Klub in der Superettan hatte er 161 von möglichen 180 Ligapartien bestritten, dabei hatte er neun Zweitliga-Tore erzielt.